# Adolf von Bernstorff
Christian Adolf Friedrich von Bernstorff, auch Adolph (* 1. August 1803 in Othenstorf, heute Ortsteil von Rehna; † 26. Dezember 1872 in Schwerin) war ein deutscher Verwaltungsjurist und mecklenburgischer Geheimer Kammerrat.

## Leben
Adolf  von Bernstorff entstammte dem jüngeren Ast der nicht-gräflichen Linie des mecklenburgischen Uradelsgeschlechts der von Bernstorff mit dem gleichnamigen Stammhaus in Bernstorf südwestlich von Grevesmühlen im heutigen Landkreis Nordwestmecklenburg. Er war der zweite Sohn von Heinrich Wilhelm von Bernstorff (1774–1844) auf Hanshagen und Othenstorf und dessen Frau Elisabeth Charlotte Sophie, geb. von Fabrice (1780–1883). Der General Joachim August Wilhelm von Bernstorff war sein älterer Bruder, der Staatsminister Wilhelm von Bernstorff sein jüngerer Bruder.|
Er studierte Rechtswissenschaften an der Universität Göttingen. Hier wurde er 1827 im Corps Vandalia aktiv. Nach seinem Examen trat er in den mecklenburgischen Verwaltungsdienst. 1827 zum Kammerjunker ernannt, wurde er Ende Mai 1827 Amts-Auditor in Lübz. 1832 wurde er nach Rehna versetzt und 1833 nach Dömitz. 1835 wurde er 3. Beamter und Amtsverwalter im Amt Güstrow und 1842 Vice-Kreis-Polizeimeister des Güstrower Distrikts. 1847 erfolgte seine Beförderung zum Amtmann für das Amt Güstrow.
1850 wechselte er in die großherzogliche Regierung in Schwerin, wo er als Kammerrat Mitglied des Cammer- und Forst-Collegiums wurde. 1854 wurde er zusätzlich Mitglied der großherzoglichen Reluitions-Commission. Zu Johannis 1867 wurde er pensioniert.
Er war verheiratet mit Elisabeth, geb. von Fabrice (1822–1883). Der älteste Sohn des Paares war Wilhelm von Bernstorff, später Amtshauptmann im Domanialamt Grevesmühlen-Plüschow.

## Auszeichnungen
- Titel Geheimer Kammerrat, 16. März 1860